# Maserati GranTurismo
El Maserati GranTurismo es un automóvil de gran turismo con motor central-delantero montado longitudinalmente y de tracción trasera, producido por el fabricante italiano Maserati desde 2007. Fue diseñado por Jason Castriota de Pininfarina.
La segunda generación fue presentada a principios de octubre de 2022, incluyendo el totalmente nuevo y primer modelo 100% eléctrico de la firma, denominado "Folgore". Otras dos versiones continuarían con un motor de combustión interna convencional, así como la variante Cabrio con techo de lona.

## Primera generación (2007-2019)

### Presentación

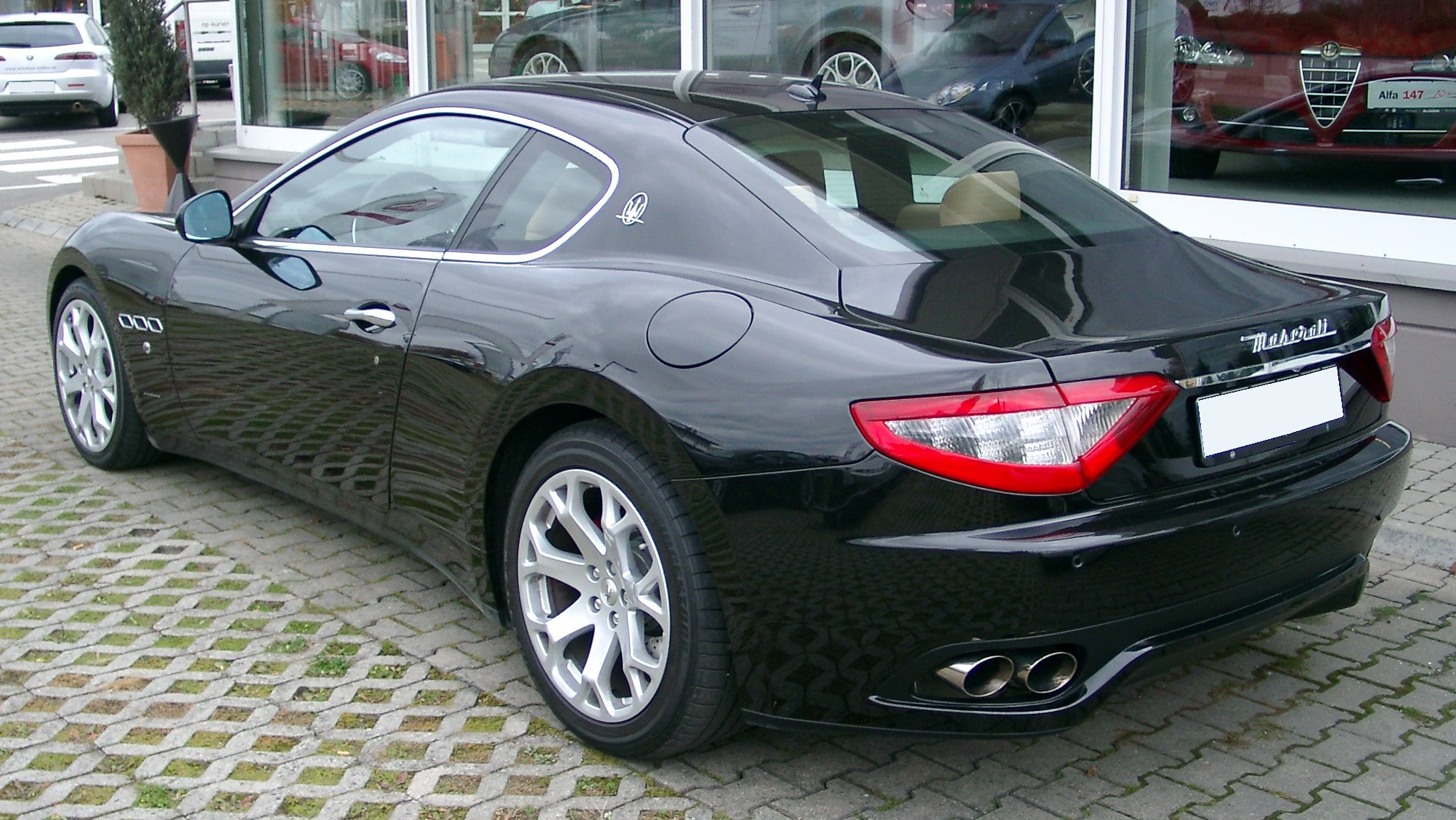
Vista trasera 3/4.

El GranTurismo que tiene carrocería cupé de dos puertas y cuatro plazas, fue presentado oficialmente en el Salón del Automóvil de Ginebra de 2007, al haber sido concebido con la idea de no pasar desapercibido. Su frontal, agresivo y muy afilado lo consagra como un coche muy deportivo. No obstante, la comodidad y el confort en las cuatro plazas del vehículo están aseguradas, según anuncia este fabricante.
Representa un hito en la historia de Maserati y surgió como una interpretación moderna del Maserati A6 1500 de 1947, al ser considerado a lo largo del tiempo como uno de los coches más emblemáticos jamás construido por la marca. Es un cupé de cuatro asientos y dos puertas, con el diseño clásico de su diseñador Pininfarina. En 2009, donde se estrenó en el Salón del Automóvil de Fráncfort, el GranCabrio se unió al GranTurismo.
Muchos elementos del diseño vienen del Ferrari 599 GTB Fiorano, que también es un gran turismo. Mecánicamente, tiene algunos rasgos en común con el GranSport al que reemplaza. En cambio, sus dimensiones de 4881 mm (192,2 pulgadas) de longitud y una distancia entre ejes de 2942 mm (115,8 pulgadas), son mucho más cercanas a las del Quattroporte que a las del cupé GranSport.

### GranTurismo
El modelo base está equipado con un motor de gasolina de V8 a 90° naturalmente aspirado de 4244 cm³ (4,2 litros) con sistema de lubricación por cárter seco, que desarrolla una potencia máxima de 405 CV (399 HP; 298 kW) a las 7100 rpm y un par máximo de 460 N·m (339 lb·pie) a las 4750 rpm, que es mayor que en el Quattroporte.
El motor está acoplado a una transmisión automática de seis velocidades, que admite una selección manual de las marchas mediante dos paletas detrás el volante. Está junto al eje trasero, una disposición que algunos denominan "transaxle", debido en parte a esta colocación del motor y el cambio, en vacío hay un 49% del peso en las ruedas delantera y un 51% en las traseras. El bastidor es monocasco de acero estampado.
Está equipado con frenos de disco, cuyas pinzas (cálipers) delanteras están en la parte trasera del disco y las traseras en la parte delantera, lo cual tiene un cierto efecto en la carga estática que hay sobre las ruedas y en el momento de inercia sobre el eje vertical. Los rines son de 19 pulgadas (48,3 cm) y los faros son bixenón adaptativos.

### GranTurismo S

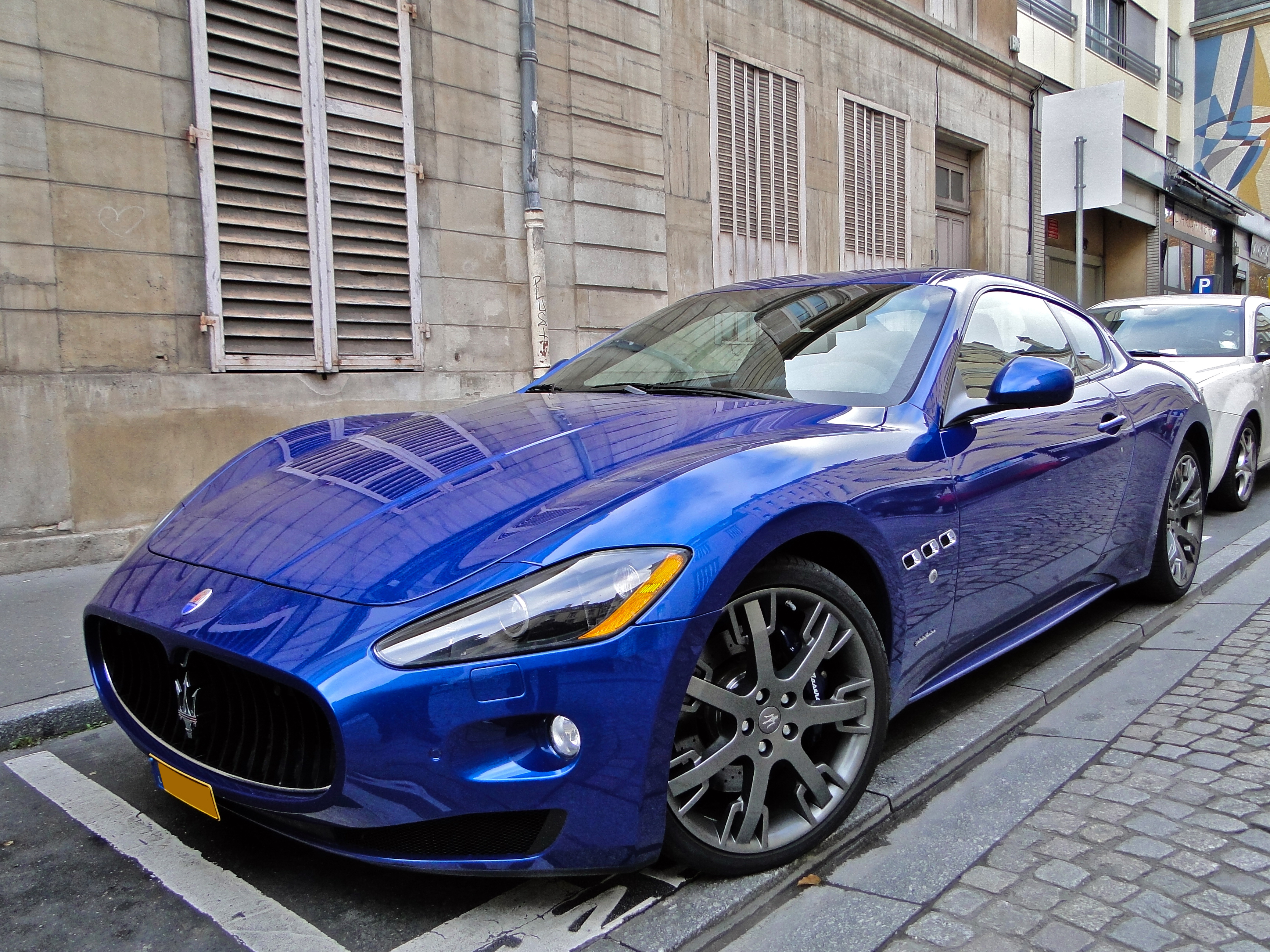
GranTurismo S en 2011.

Maserati introdujo una nueva versión S en el Salón del Automóvil de Ginebra de 2008. El GranTurismo S lleva el mismo V8 del Alfa Romeo 8C Competizione, en este caso con 440 CV (434 HP; 324 kW) a las 7000 rpm y un par máximo de 490 N·m (361 lb·pie) a las 4750 rpm. Como la caja de cambios está delante del eje trasero, el GranTurismo tiene una distribución de peso de 49% en la parte delantera y 51% en la trasera. Esta nueva transmisión automática de seis marchas está dispuesta en un diseño transeje, es decir, situada junto al eje trasero, que también tiene la posibilidad de seleccionar las marchas manualmente desde unas paletas situadas detrás del volante.
La producción empezó en 2008 y continuó hasta 2013. El poder se transmite mediante una manual automatizada "MC-Shift" de 6 velocidades, siendo capaz de acelerar desde cero hasta 100 km/h (62 mph) en 4.9 segundos. El límite de velocidad es de 295 km/h (183 mph). Cumple con el estándar de la Euro 5. La capacidad del tanque de combustible es de 86 litros (22,7 galAm).
El consumo en la ciudad es de 25,2 L/100 km (4 km/L; 9,3 mpgAm), en autopista de 11,3 L/100 km (8,8 km/L; 20,8 mpgAm) y el combinado de 16,4 L/100 km (6,1 km/L; 14,3 mpgAm) de acuerdo a los datos oficiales de fábrica. Durante pruebas de manejo en condiciones reales, se estima un consumo de combustible de un 59% más que los datos proporcionados por la fábrica.

### GranTurismo Sport
El Maserati Gran Turismo Sport es un GranTurismo llevado a un nivel de deportividad superior del segmento GT deportivos de altas prestaciones, como el BMW M6 Cupé o el Mercedes-Benz SL 63 AMG.
A pesar de que este GranTurismo Sport saca "solamente" 460 CV (454 HP; 338 kW) de su V8 de origen Ferrari F430, al ser una versión un poco más deportiva que la opción base.
El exterior es deportivo y elegante, cuyo largo del frontal termina en una gigantesca parrilla delantera con forma cóncava donde se enclava el escudo de la marca con detalles de color rojo. Los laterales del faldón delantero han cambiado considerablemente respecto al modelo base, ya que lucen dos entradas de aire de mayor tamaño que permiten refrigerar mejor el motor y además le dan un toque menos burgués que en el modelo original.
Las ópticas delanteras siguen luciendo la forma afilada tan característica y desde ellas fluyen hacia atrás las líneas que dan forma al cofre delantero y al resto de la carrocería. Incorporan luces diurnas tipo led y los plásticos interiores son más oscuros que en el modelo base.
Pasando a los ejes motrices, los rines de 20 pulgadas (50,8 cm). Las pinzas de freno de seis pistones en color rojo contrastan con el color negro de los rines. Las aletas delanteras siguen luciendo los tres orificios clásicos de la marca.
El interior tiene un acabado en carbono, alcantara y cuero de calidad superior con las costuras en color en contraste, incluyendo el logotipo de la marca en las cabeceras. Sus asientos deportivos cuentan con un diseño específico en la parte trasera con 20 mm (0,8 pulgadas) más de espacio. Además, tienen un sistema eléctrico para mejorar el acceso a la parte trasera.
Su V8 tiene muchos bajos, entregando 520 N·m (384 lb·pie) de par máximo a las 4750 rpm, pero no es necesario llevarlo tan arriba constantemente para tener algo de brío. Si la marcha engranada no es demasiado alta, irá muy lleno en todo momento, lo que permite recuperarse con bastante agilidad. En modo normal el sonido en el habitáculo y fuera es bastante discreto y el cambio automático hace los pasos entre una marcha y otra de forma suave y lenta.

### GranTurismo MC Stradale

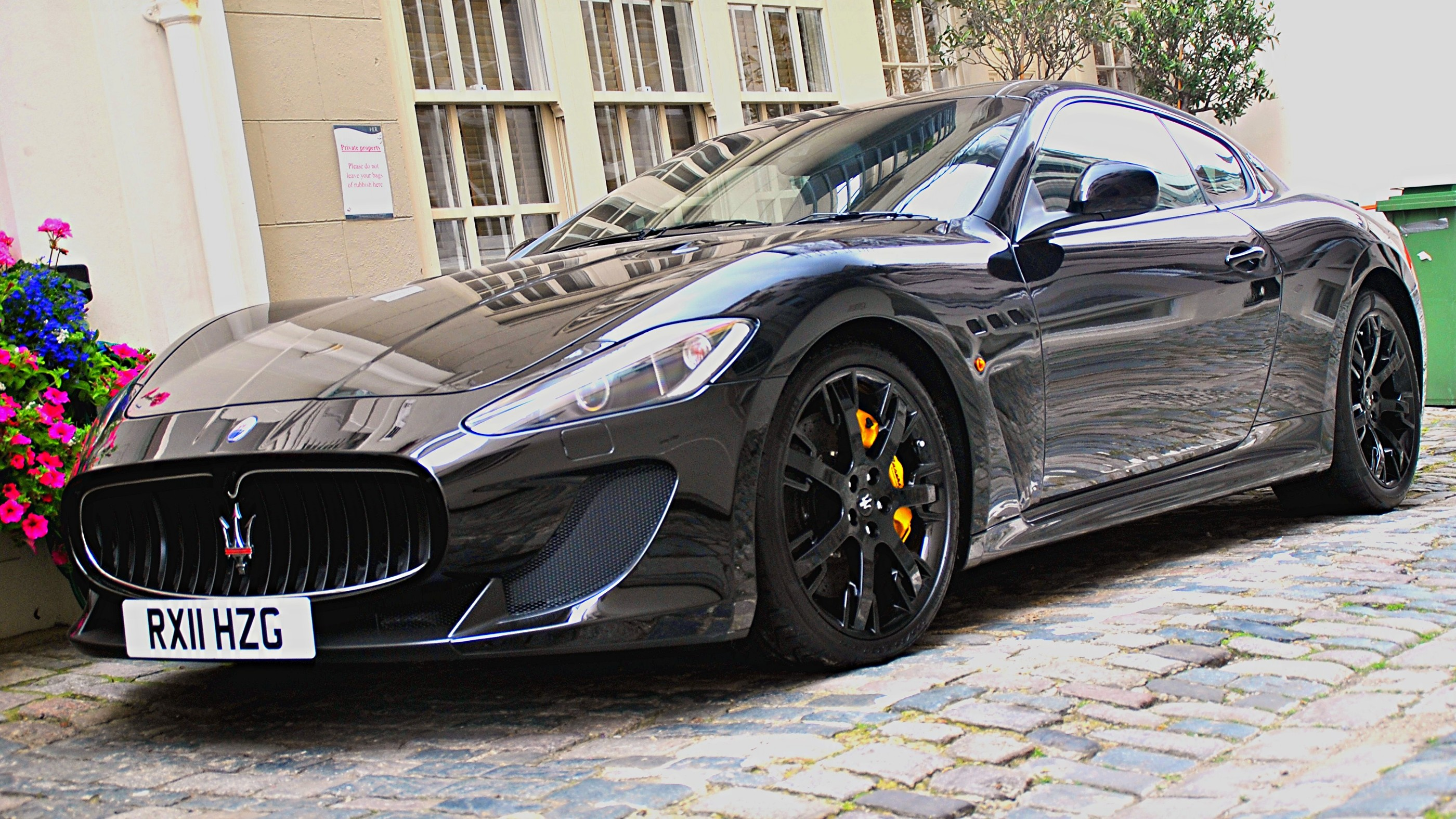
GranTurismo MC Stradale en Londres el 29 de julio de 2011.

El Maserati GranTurismo MC Stradale está inspirado en el GranTurismo MC Trofeo y en el GranTurismo GT4, es decir, derivado de la competición. Por fuera no es un GranTurismo cualquiera, no hay más que ver su frontal más agresivo, en el que los faros antiniebla dejan paso a un protuberante spoiler. O en la trasera donde dos tubos de escape hacen de “cohetes” sobre un difusor de lo más marcado, nada que ver con el original.
Las plazas traseras han desaparecido, con lo que se convierte en un auténtico cupé biplaza y pierde un valioso extra de peso. Tiene una velocidad máxima de 300 km/h (186 mph), gracias a varios puntos fundamentales que comienzan con su mejor carga aerodinámica, su menor peso y la potencia que pasa de 439 a 450 CV (433 a 444 HP) (323 a 331 kW), en relación con el GranTurismo S, todo esto sin empeorar el consumo, que de media anda sobre los 17 L/100 km (5,9 km/L; 13,8 mpgAm).
Construido en Módena e inspirado en la competición, Maserati le da una mejora al MC Stradale de 2010, para dotarle de nuevos detalles y darle un extra de potencia con lujo, deportividad y todo el carácter de un italiano con el tridente en la parrilla.
El concepto de GT añade un nuevo cofre de carbono, con una nueva y bien traída entrada de aire central y nuevas branquias en la zaga, coronada por un alerón y rematada por la doble salida de escape central. Completan los cambios estéticos, además de los introducidos en el cofre de carbono y en su defensa trasera, unos nuevos rines de 20 pulgadas (50,8 cm) con diseño de cinco radios dobles.
Además de los cambios estéticos, añade un extra de potencia al predecesor pasando de 450 a 460 CV (443,8 a 453,7 HP), de un bloque que se encuentra acoplado a un transmisión robotizada MC Race Shift de seis velocidades, capaz de alcanzar una velocidad máxima de 303 km/h (188 mph) y equipado con frenos carbono-cerámicos firmados por Brembo.

### GranCabrio

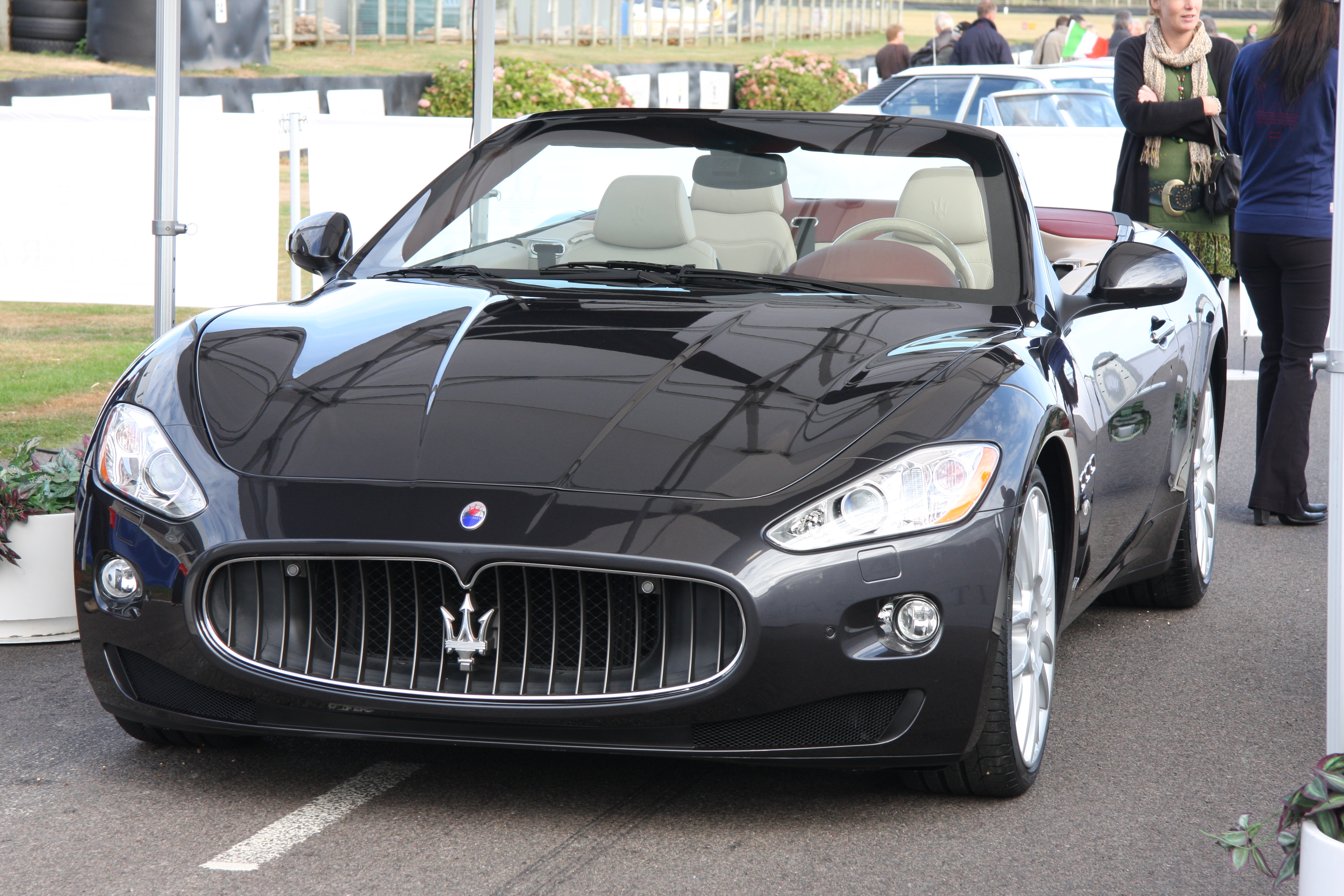
Gran Cabrio en el Festival de la Velocidad de Goodwood.

El GranCabrio es el primer descapotable de la marca en ocho años y el primero de su historia con cuatro plazas completas, con techo de lona y la distancia entre ejes más larga del mercado en su clase.
Toma la herencia de modelos clásicos de la marca, como el Frua A6G Spyder de 1950, el Vignale 3500GT Spyder de 1960, el Mistral Spyder de 1964, el Ghibli Spyder de 1968 y el Spyder de 2001 diseñado por Giorgetto Giugiaro. Está equipado con un V8 de 4691 cm³ (4,7 litros) que entrega 439 CV (433 HP; 323 kW), el mismo que se encuentra en el GranTurismo S, modelo en el que está basado. Se presentó en el Salón del Automóvil de Fráncfort de 2009.
Con el paso de los años se han ido aplicando pequeñas modificaciones al GranCabrio. La última de ellas en el año 2017, al mismo tiempo que el cupé. Al desprenderse del techo fijo, el fabricante ha tenido que buscar soluciones alternativas para guardar el techo cuando el cliente quiera viajar a cielo descubierto. Cuando el techo retráctil se oculta, lo hace en un pequeño espacio justo detrás de los asientos traseros. Esta disposición supone una considerable pérdida de capacidad de la cajuela que oficializa 173 litros (6,1 pies cúbicos), sin posibilidad de ampliación.
Su V8 actualizado desarrolla una potencia máxima 460 CV (454 HP; 338 kW) a las 7000 rpm y un par motor máximo de 520 N·m (384 lb·pie) a las 4750 rpm. El esquema está dispuesto para que sea el eje trasero el encargado de recibir toda la fuerza del motor. La gestión se encarga a una transmisión automática de convertidor de par con seis velocidades. En cuanto a prestaciones, el MC es el más capaz de la familia, con una aceleración de 0 a 100 km/h (0 a 62 mph) en 4.9 segundos y una velocidad punta de 291 km/h (181 mph).

### Producción
Los GranTurismo y GranCabrio fueron fabricados en la planta de Maserati Módena, en la ciudad de Módena, Italia. El ejemplar de producción final llamado Zéda, que significa "Z" en el dialecto de Módena y rinde homenaje a las raíces de Maserati, se presentó pintado en un degradado de colores azul, blanco y negro. Se han producido un total de 28 805 unidades del GranTurismo y 11 715 GranCabrio. El cese de su producción fue en diciembre de 2019.

### Ficha técnica
| Variantes                           | GranTurismo (base) | GranTurismo S | GranTurismo Sport | GranTurismo MC Stradale | GranCabrio |
| ----------------------------------- | --- | --- | --- | --- | --- |
| Materiales del motor                | Bloque y cabezas de aleaciones de aluminio | Bloque y cabezas de aleaciones de aluminio                                                                                                 | Bloque y cabezas de aleaciones de aluminio                                                                                                  | Bloque y cabezas de aleaciones de aluminio | Bloque y cabezas de aleaciones de aluminio |
| Alimentación                        | Inyección de combustible, naturalmente aspirado                                                                                               | Inyección de combustible, naturalmente aspirado                                                                                            | Inyección de combustible, naturalmente aspirado                                                                                             | Inyección de combustible, naturalmente aspirado                                                                                               | Inyección de combustible, naturalmente aspirado                                                                                               |
| Distribución                        | Doble (DOHC) árbol de levasa la cabeza por bancada de cilindros y 4 válvulas por cilindro, con VVT                                            | Doble (DOHC) árbol de levasa la cabeza por bancada de cilindros y 4 válvulas por cilindro, con VVT                                         | Doble (DOHC) árbol de levasa la cabeza por bancada de cilindros y 4 válvulas por cilindro, con VVT                                          | Doble (DOHC) árbol de levasa la cabeza por bancada de cilindros y 4 válvulas por cilindro, con VVT                                            | Doble (DOHC) árbol de levasa la cabeza por bancada de cilindros y 4 válvulas por cilindro, con VVT                                            |
| Relación de compresión              | 11.0:1 | 11.0:1 | 11.0:1 | 11.0:1 | 11.0:1 |
| Cilindrada                          | 4244 cm³ (4,2 L; 259 plg³) | 4691 cm³ (4,7 L; 286,3 plg³) | 4691 cm³ (4,7 L; 286,3 plg³) | 4691 cm³ (4,7 L; 286,3 plg³) | 4691 cm³ (4,7 L; 286,3 plg³) |
| Diámetro x carrera                  | 92 x 72,8 mm (3,62 x 2,87 plg) | 94 x 84,5 mm (3,70 x 3,33 plg) | 94 x 84,5 mm (3,70 x 3,33 plg) | 94 x 84,5 mm (3,70 x 3,33 plg) | 94 x 84,5 mm (3,70 x 3,33 plg) |
| Potencia máxima                     | 405 CV (399 HP; 298 kW) @ 7100 rpm | 440 CV (434 HP; 324 kW) @ 7000 rpm | 460 CV (454 HP; 338 kW) @ 7000 rpm | 460 CV (454 HP; 338 kW) @ 7000 rpm | 460 CV (454 HP; 338 kW) @ 7000 rpm |
| Par máximo                          | 460 N·m (339 lb·pie) @ 4750 rpm | 490 N·m (361 lb·pie) @ 4750 rpm | 520 N·m (384 lb·pie) @ 4750 rpm | 520 N·m (384 lb·pie) @ 4750 rpm | 520 N·m (384 lb·pie) @ 4750 rpm |
| Aceleración 0-100 km/h (62 mph)     | 5.2 segundos | 4.9 segundos | 4.8 segundos | 4.5 segundos | 5 segundos |
| Velocidad máxima                    | 290 km/h (180 mph) | 295 km/h (183 mph) | 299 km/h (186 mph) | 303 km/h (188 mph) | 288 km/h (179 mph) |
| Consumo de combustible (ciclo NEDC) | 10,5 L/100 km (9,5 km/L; 22,4 mpgAm) (extraurbano) 21,9 L/100 km (4,6 km/L; 10,7 mpgAm) (urbano) 14,7 L/100 km (6,8 km/L; 16,0 mpgAm) (medio) | 11,3 L/100 km (8,8 km/L; 20,8 mpgAm) (extraurbano) 25,2 L/100 km (4 km/L; 9,3 mpgAm) (urbano) 16,4 L/100 km (6,1 km/L; 14,3 mpgAm) (medio) | 9,8 L/100 km (10,2 km/L; 24,0 mpgAm) (extraurbano) 21,9 L/100 km (4,6 km/L; 10,7 mpgAm) (urbano) 14,3 L/100 km (7 km/L; 16,5 mpgAm) (medio) | 9,7 L/100 km (10,3 km/L; 24,3 mpgAm) (extraurbano) 22,7 L/100 km (4,4 km/L; 10,4 mpgAm) (urbano) 14,4 L/100 km (6,9 km/L; 16,3 mpgAm) (medio) | 9,8 L/100 km (10,2 km/L; 24,0 mpgAm) (extraurbano) 22,5 L/100 km (4,4 km/L; 10,5 mpgAm) (urbano) 14,5 L/100 km (6,9 km/L; 16,2 mpgAm) (medio) |
| Emisiones de CO2                    | 345 g (12,2 onzas)/km | 385 g (13,6 onzas)/km | 331 g (11,7 onzas)/km | 337 g (11,9 onzas)/km | 337 g (11,9 onzas)/km |
| Capacidad del tanque de combustible | 86 litros (22,7 galAm) | 86 litros (22,7 galAm) | 86 litros (22,7 galAm) | 90 litros (23,8 galAm) | 75 litros (19,8 galAm) |
| Peso                                | 1955 kg (4310 libras) | 1955 kg (4310 libras) | 1955 kg (4310 libras) | 1800 kg (3968 libras) | 2055 kg (4531 libras) |

## Segunda generación (2022-presente)

### Primera vista
En noviembre de 2021 se conoció por primera vez mediante un video espía, una unidad camuflada de la nueva generación al estar circulando alrededor de la fábrica. Contaría con un nuevo motor V6 de 2992 cm³ (3 litros) llamado "Nettuno", capaz de producir 630 CV (621 HP; 463 kW) y 730 N·m (538 lb·pie) de par máximo al menos en el MC20, aunque estas cifras serían menores en el GranTurismo. También se ofrecería una versión totalmente eléctrica, que podría denominarse como "Folgore", equipado con tres motores eléctricos: dos traseros y otro delantero con una batería de casi 100 kWh (360 MJ) y 800 V. Del mismo modo, se tenía previsto que volviera también la variante GranCabrio con techo de lona.

### Desarrollo
Se esperaba que conservara parte de la carrocería del prototipo Alfieri y se lanzaría en 2022. Se tenían previstos cuatro niveles de equipamiento: GranLusso, GranSport, GTS y Trofeo. También se ofrecería con el último sistema de infoentretenimiento llamado "Touch Control Plus", que es una versión ligeramente rediseñada de la configuración Uconnect de Chrysler, por ser intuitivo y rápido, además de una interfaz de pantalla táctil e integración con Apple CarPlay y Android Auto. Por otra parte, se incluirían funciones de asistencia al conductor y de seguridad más avanzadas, tales como: frenado de emergencia automático estándar con detección de peatones, advertencia de cambio de carril disponible con asistencia para mantenerse en el carril y control de crucero adaptativo con modo de conducción semiautónomo.

### Presentación y diseño

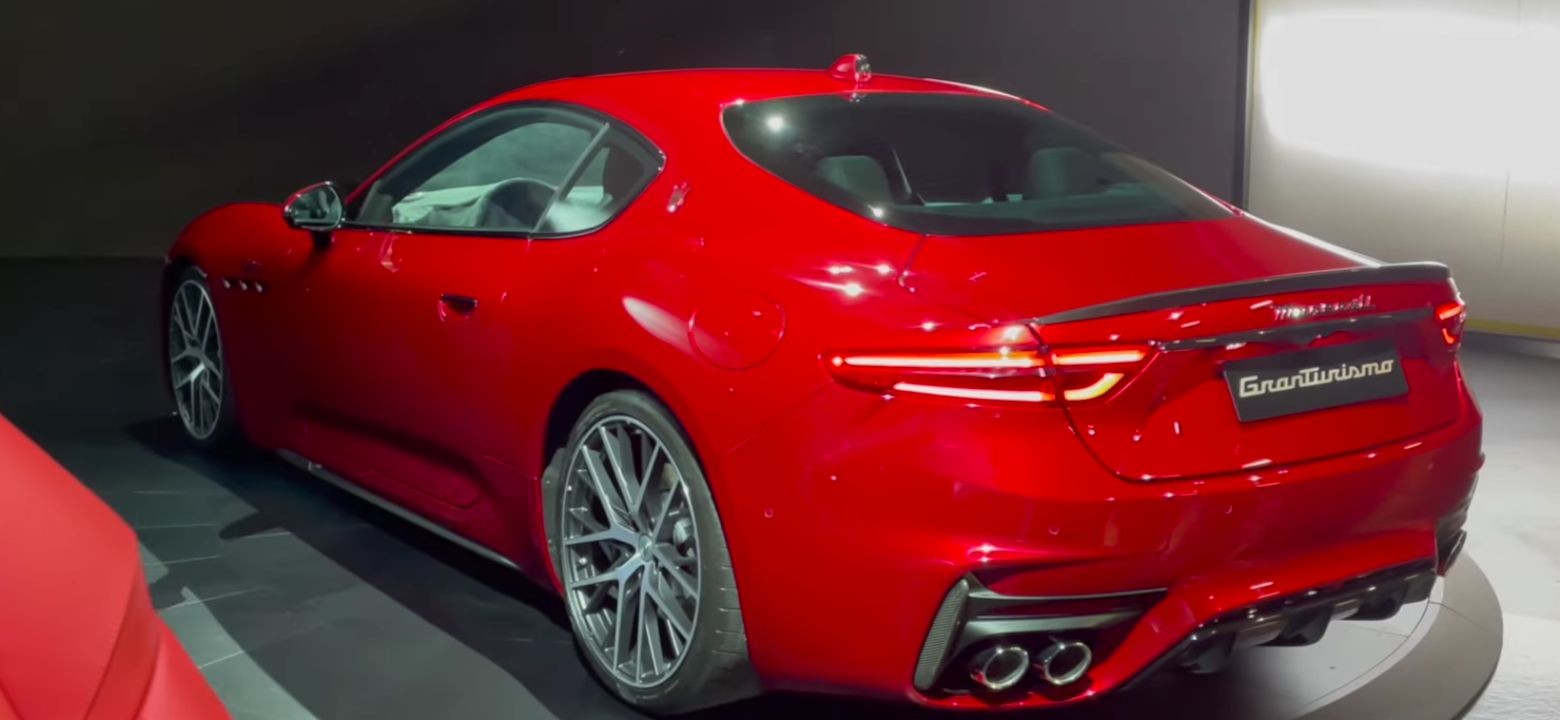
Vista trasera del Trofeo.

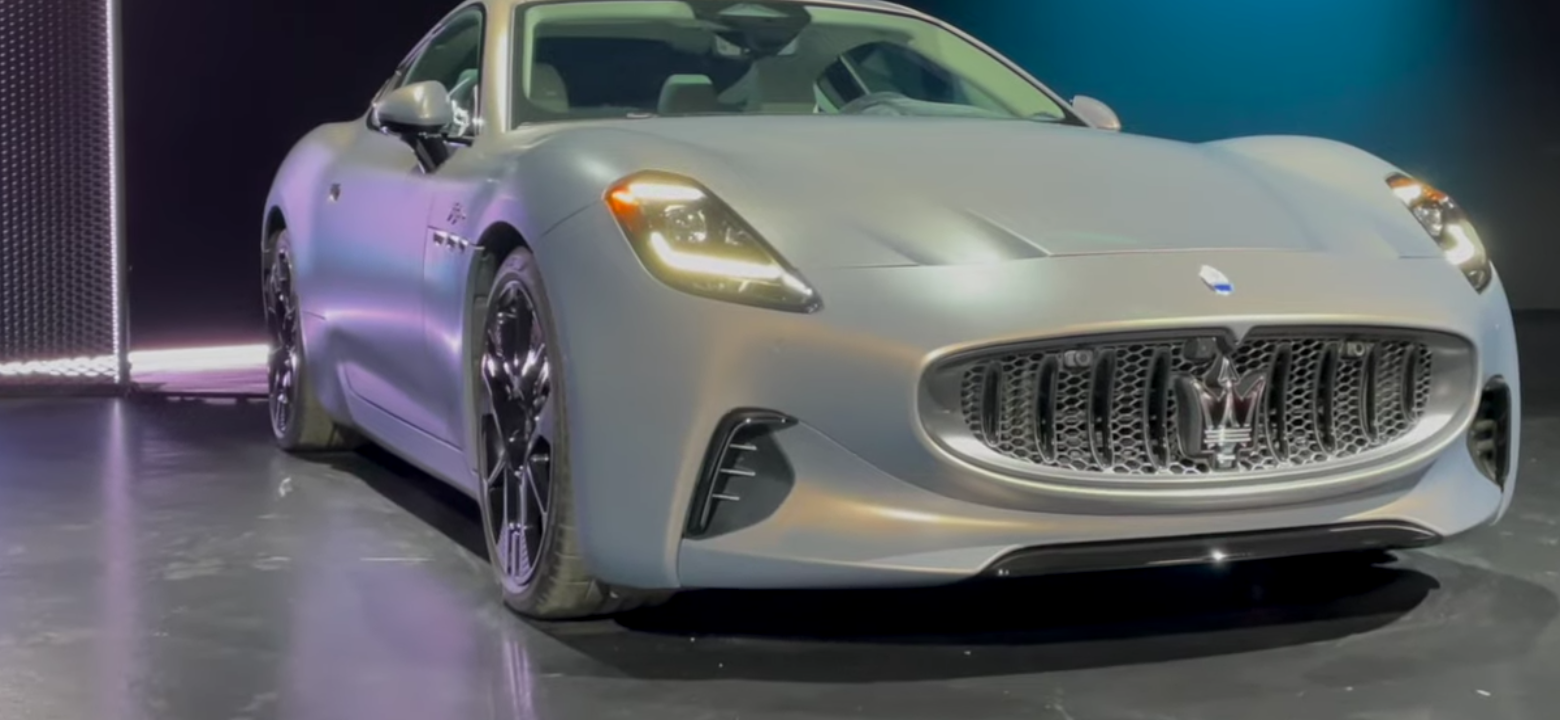
Variante eléctrica Folgore.

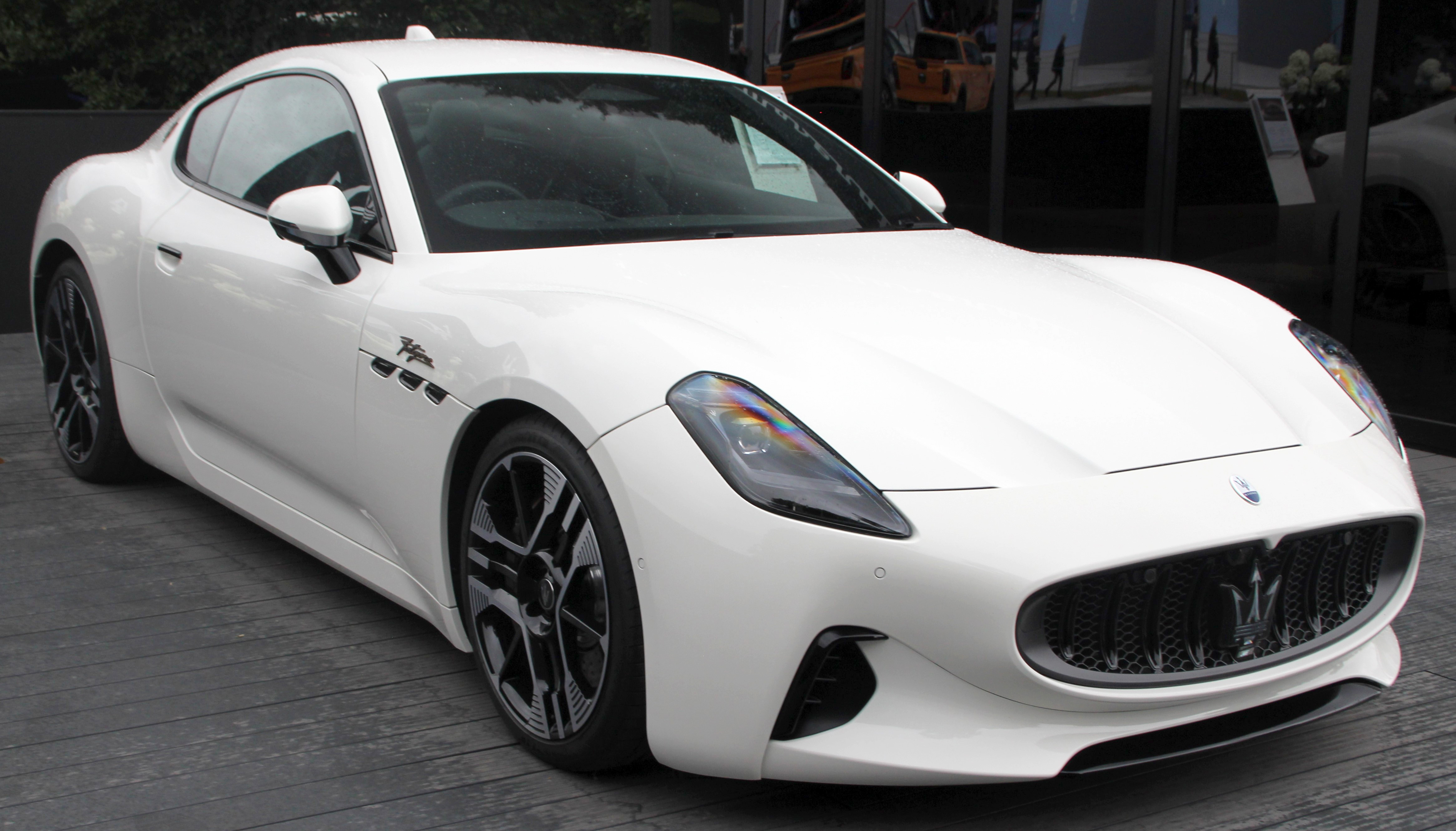
Folgore de 2023.

Fue presentado a principios de octubre de 2022 por Klaus Busse, Jefe de Diseño en Maserati, en esta ocasión desde las redes sociales:

"Diseñar un coche tan puro en diseño como es el nuevo GranTurismo es un desafío increíble, pero gracias a la colaboración entre el Centrostile Maserati y el equipo de ingeniería en Módena, logramos evitar todo tipo de 'ruido' visual. Un diseño limpio y atemporal es esencial para nosotros, ya que no estamos diseñando para un contrato de arriendo por tres años. Este coche será parte de colecciones personales y se quedará con sus dueños por muchos años.…"
relata: Busse.

Su aerodinámica ofrece un coeficiente muy bajo de 0.28, el cual baja todavía más hasta 0.26 en el Folgore, donde no solamente actúan partes activas en la parrilla, sino que también otros elementos que ayudan a lograr esas cifras. Se ofrece con algunos modos de manejo, tales como: Comfort, GT, Sport, Corsa y ESC-OFF, donde solamente los Sport y Corsa habilitan el sistema de "launch control". Se tenía previsto que las primeras entregas iniciaran antes de julio de 2023, mientras que la nueva versión Cabrio haría su debut el año siguiente.
Se han añadido nuevos faros verticales delanteros muy parecidos a los del MC20 y unos grupos ópticos más delgados en la parte trasera. Además, se han revisado y mejorado algunas buenas soluciones de ingeniería mecánica retomadas directamente de la Fórmula 1, incluyendo el uso de un sistema de encendido de precámara, para un mayor aprovechamiento del combustible disponible en la cámara de combustión, a fin de incrementar tanto la potencia como el par. En el caso de la versión eléctrica Folgore, no tendrá un chasis a la medida, sino que integrará el motor eléctrico en este.
El nuevo Folgore al ser el primer modelo totalmente eléctrico de la marca, se ha decidido no variar mucho en cuanto a su diseño con respecto a la versión a gasolina, por lo que se podrían considerar casi idénticos entre sí. Cuentan con un cofre largo, ancho y muy afilado en la parte frontal, con el logotipo la firma en 3D. Están equipados con rines traseros de 21 pulgadas (53,3 cm) de medidas 295/30 y los delanteros de 20 pulgadas (50,8 cm) 265/30 para las versiones a gasolina; mientras que para el Folgore son de 265/35. Estarían disponible en los siguientes colores: Bianco (blanco), Grigio Maratea (gris), Grigio Maratea Matte (gris mate), Nero Ribelle (negro), Blu Emozione y Blu Nobile (azules), aunque opcionalmente para el cliente, también sería posible personalizarlo gracias al programa "Fuoriserie".
El interior cuenta con dos pantallas: una central de 12,3 pulgadas (31,2 cm) y otra de confort de 8,8 pulgadas (22,4 cm), además de un climatizador digital y un head-up display avanzado que, además de la velocidad y otros datos, también muestra mapas proyectado sobre el parabrisas. El sistema de sonido proporcionado por Sonus Faber incluye 14 bocinas con una potencia de 860 W (1,2 CV) y, opcionalmente, hasta 19 bocinas con 1195 W (1,6 CV).

### Motorizaciones
El V6 "Nettuno" tendría dos niveles de potencia: el Módena con 490 CV (483 HP; 360 kW) y tracción total, capaz de acelerar de 0 a 100 km/h (62 mph) en 3.9 segundos y una velocidad máxima de 302 km/h (188 mph); y el Trofeo con una potencia incrementada a 550 CV (542 HP; 405 kW), con lo que logrará acelerar de 0 a 100 km/h (62 mph) en 3.5 segundos y una velocidad máxima de 320 km/h (199 mph). Por su parte, el Folgore cuenta con una batería con forma de "T" que se fabrica en la planta de Fiat Mirafiori de Turín, con una capacidad nominal de 92,5 kWh (333 MJ) y una capacidad de descarga de 610 kW (829 CV; 818 HP), que transmite continuamente más de 760 CV (750 HP; 559 kW) y 1350 N·m (996 lb·pie) de par a las ruedas. Todo el conjunto tiene un peso total de 2260 kg (4982 libras), lo que le permite acelerar de 0 a 100 km/h (62 mph) en 2.7 segundos, de 0 a 200 km/h (124 mph) en 8.8 segundos y alcanzar una velocidad máxima limitada a 320 km/h (199 mph).
Los motores eléctricos diseñados exclusivamente, alcanzan un densidad de potencia de 9,2 kW (12,5 CV)/kg, siendo más elevados e impulsados por inversores de carburo de silicio (SiC), procedentes directamente de la Fórmula E. Los dos motores traseros no tienen transmisión que interconecte las ruedas y permiten dirigir el par a cada lado gracias a la vectorización de par. Además, se ofrecen niveles de regeneración de hasta 0.65 g, para recuperar energía en el frenado y obtener unas condiciones óptimas, con un índice de carga máxima de 400 kW (544 CV; 536 HP).
| Variantes | Motor        | Diámetro x carrera           | Relación de compresión | Potencia máxima                    | Par máximo                      |
| --------- | ------------ | ---------------------------- | ---------------------- | ---------------------------------- | ------------------------------- |
| Módena    | V6           | 88 x 82 mm (3,46 x 3,23 plg) | 11.0:1                 | 490 CV (483 HP; 360 kW) @ 6500 rpm | 600 N·m (443 lb·pie) @ 3000 rpm |
| Trofeo    | V6           | 88 x 82 mm (3,46 x 3,23 plg) | 11.0:1                 | 550 CV (542 HP; 405 kW) @ 6500 rpm | 650 N·m (479 lb·pie) @ 3000 rpm |
| Folgore   | 3 eléctricos | n/a                          | n/a                    | 760 CV (750 HP; 559 kW)            | 1350 N·m (996 lb·pie)           |